# Пошта (Илфов)
Пошта (рум. Poșta) насеље је у Румунији у округу Илфов у општини Черника. Oпштина се налази на надморској висини од 61 m.

## Становништво
Према подацима из 2002. године у насељу је живело 598 становника, од којих су сви румунске националности.